# Музей варварства
Музей варварства - це музей, розташований у районі Нікосії Північного Кіпру . 
Музей присвячений міжетнічному насиллю 1963-64 років. Розташований у будинку Ніхата Ільхана, у ванній кімнаті якого була вбита вся його родина.

## Адреса
Kumsal Mahallesi Dereboyu Caddesi İrfan Bey Sokak / Lefkoşa / K.K.T.C [Архівовано 28 березня 2019 у Wayback Machine.]
Огляд музею на tripadvisor [Архівовано 28 березня 2019 у Wayback Machine.]